# Милан Луковић (хокејаш на леду)
Милан Луковић (Београд, 12. децембар 1986) је бивши српски хокејаш. Играо је на позицији голмана.

## Каријера

### Клупска каријера
Каријеру је започео у Црвеној звезди 2005. године. Пошто није добио шансу да наступи за овај клуб, следеће године прелази у београдски Беостар. За Беостар је одиграо једанаест утакмица.
Након годину дана прелази у Војводину где игра у сезони 2007/08. За Војводину је одиграо 23 меча. Наредне сезоне прелази у градског ривала Нови Сад, за који је одиграо 12 утакмица.
Луковић се 2009. се вратио у свој матични клуб Црвену звезду за који је наступао две сезоне.
Од 2011. Милан Луковић је наступао за Партизан.

### Репрезентација
За репрезентацију Србије и Црне Горе играо је на Светском првенству 2005. (Дивизија II), и 2006. (Дивизија II). За репрезентацију Србије играо је на Светском првенству 2007. (Дивизија II), 2008. (Дивизија II), 2009. (Дивизија II), 2010. (Дивизија I) и 2011. године. (Дивизија II).

## Успеси

### Клупски
- Партизан:
  -  Првенство Србије (5) : 2011/12, 2012/13, 2013/14, 2014/15, 2015/16.
  -  Слохокеј лига (1) : 2011/12.

### Репрезентативни
- Србија и Црна Гора:
  - Светско првенство:  2005. (Дивизија II)
- Србија:
  - Светско првенство:  2008. (Дивизија II)
  - Светско првенство:  2009. (Дивизија II)
  - Светско првенство:  2011. (Дивизија II)
  - Светско првенство:  2014. (Дивизија II, група А)
  - Светско првенство:  2015. (Дивизија II, група А)